# ركبة الرامي
أو إلفا ذات الكرسي يالإنكليزية Alpha Sagittarii و له اسم تقليدي Rukbat مشتق من الاسم العربي . و هو نجم في كوكبة الرامي .
و هو قزم أزرق ينتمي إلى الفئة الطيفية B و يملك قدر ظاهري 3.97 و يبعد حوالي 170 سنة ضوئية عن الأرض . تبلغ حرارته ضعف حرارة الشمس وضياءه 40 ضعف ضياء الشمس ويعتقد أنه يملك قرص حطامي.